# Гаджиханов, Насыр Рамазанович
Насыр Рамазанович Гаджиханов (16 февраля 1967, Махачкала — 29 мая 2012, Махачкала) — советский, российский и македонский борец вольного стиля, трёхкратный чемпион Европы, серебряный и бронзовый призёр чемпионатов мира, чемпион СССР. Заслуженный мастер спорта СССР (1993). По национальности — лакец.

## Биография
Родился в Махачкале. Спортом начал заниматься в 1979 году. В 1984 году закончил махачкалинскую школу № 26. В 1989 году окончил строительный факультет Дагестанского политехнического института. Затем — юрфак ДГУ.

## Спортивная карьера
Насыр Гаджиханов — участник Олимпиады-2000 (7 место, в составе сборной Республики Македонии).

## Постспортивная деятельность
После завершения спортивной карьеры он стал работать в структурах Минспорта республики. Дослужился до должности замминистра по физкультуре и спорту. На него было совершено покушение 29 мая 2012 года. От полученных огнестрельных ранений Гаджиханов скончался в Махачкалинской городской больнице.

## Достижения
- Чемпионат Европы: золото — 1989[11], 1990[12], 1994[13]; серебро — 1991[14], бронза — 1995[15]
- Двукратный чемпион СССР — 1988, 1991
- Чемпионат мира: серебро — 1990[16]; бронза — 1991[17]
- Бронзовый обладатель Кубка мира — 1988[18]